# Grön julros
Grön julros (Helleborus viridis) är en ranunkelväxtart som beskrevs av Carl von Linné. Enligt Catalogue of Life ingår Grön julros i släktet julrosor och familjen ranunkelväxter, men enligt Dyntaxa är tillhörigheten istället släktet julrosor och familjen ranunkelväxter. Arten förekommer tillfälligt i Sverige, men reproducerar sig inte.

## Underarter
Arten delas in i följande underarter:
- H. v. abruzzicus
- H. v. liguricus
- H. v. occidentalis
- H. v. viridis